# Brzac
Brzac je selo na otoku Krku.

## Smještaj
Brzac se nalazi na krajnjem zapadu otoka Krka, u kraju koji se naziva Šotovento. Administrativno se nalazi na području Grada Krka.
U unutrašnjosti je otoka, ali udaljeno od mora samo 1 kilometar zračne linije. Do mora u uvali Marnja vodi šumski put. Uvalu zatvara rt Manganel na kojem je svjetionik koji pomaže pri plovidbi kanalom između Krka i Cresa, Srednja vrata.
Samo nekoliko stotina metara je udaljeno susjedno selo Milohnići.
Najbliža veća mjesta su Malinska, udaljena oko 10 km, i Krk udaljen 12-ak km.

## Povijest
Iako je selo postojalo i prije, sve do sredine 15. st. ovaj je kraj bio slabo naseljen. Kako bi povećao svoje prihode od poreza, krčki knez Ivan VII. Frankapan je u 15. st. na ovaj dio otoka naselio Vlahe s Velebita. Nekoliko stoljeća oni su govorili posebnim narječjem tzv. krčkorumunjskim, a čiji je posljednji govornik, Mate Bajčić Gašpović, umro 1875. g.

## Stanovništvo
Prema popisu stanovnika iz 2001. g. u selu je živjelo 137 stanovnika.
Za razliku od većine krčkih naselja čiji je broj stanovnika kroz povijest znatno varirao, broj stanovnika Brzaca nema većih oscilacija. Prvi službeni podatci iz 1857. g. ukazuju na 147 stanovnika. Od tada je broj stanovnika postupno rastao sve do 1948. g. kada je popisano 237 žitelja. Nakon toga slijedi razdoblje postupnog demografskog pada (1981. g. 108 stanovnika) te, posljednjih 30-etak godina, ponovni demografski oporavak.
| broj stanovnika | 147   | 162   | 153   | 164   | 164   | 162   | 190   | 186   | 237   | 225   | 177   | 137   | 108   | 111   | 137   | 178   | 174   |
|                 | 1857. | 1869. | 1880. | 1890. | 1900. | 1910. | 1921. | 1931. | 1948. | 1953. | 1961. | 1971. | 1981. | 1991. | 2001. | 2011. | 2021. |

## Poznate osobe
- Bono Zec, hrv. pjesnik, visoki crkveni dužnosnik, franjevac

## Gospodarstvo
Mještani Brzaca oduvijek su se bavi poljoprivredom, stočarstvom i ratarstvom. Iako selo nije daleko od mora nikada djelatnosti u vezi s morem nisu imale značajniju ulogu. U novije vrijeme znatno je obnovljeno maslinarstvo. Turizam nije razvijen iako postoje preduvijeti. 

## Znamenitosti
Dva kilometra sjeverno od Brzaca je zaseok Glavotok gdje od 1507. g. postoji franjevački samostan. U blizini Glavotoka su i auto–kamp te zaštićeni rezervat šumske vegetacije hrasta crnike.

## Šport
- Sportsko ribolovno društvo Poteljan
- Boćarski klub Brzac

## Vanjske poveznice
- Službene stranice grada Krka